# Michael Warriner
Michael Henry Warriner (3. december 1908 - 7. april 1986) var en engelsk roer og olympisk guldvinder, født i Chipping Norton.
Warriner studerede på University of Cambridge og deltog flere gange i Cambridges båd under det traditionsrige Oxford vs. Cambridge Boat Race på Themsen.
Warriner vandt ved OL 1928 i Amsterdam, som del af den britiske firer uden styrmand, en guldmedalje sammen med John Lander, Richard Beesly og Edward Vaughan Bevan. Briterne besejrede USA, der fik sølv, i finalen, mens Italien tog bronzemedaljerne. Det var den eneste udgave af OL han deltog i.

## OL-medaljer
- 1928:  Guld i firer uden styrmand